# Жузе ди Аленкар
Жузе Марсиниано ди Аленкар (на португалски: José Martiniano de Alencar) е бразилски писател.

## Биография
Той е роден на 1 май 1829 година във Форталеза в семейството на свещеник и политик. През 1850 година завършва право в Юридическия факултет в Сау Паулу, след което работи като адвокат в Рио де Жанейро. Започва да публикува в местния печат и става известен със своите романи с историческа и регионална тематика, най-популярен сред които е „Гуарани“ („O Guarani: Romance Brasileiro“, 1857).
Жузе ди Аленкар умира от туберкулоза на 12 декември 1877 година в Рио де Жанейро.

## Творби

### Романи
- Cinco Minutos, 1856
- A viuvinha, 1857
- O guarani, 1857
- Lucíola, 1862
- Diva, 1864
- Iracema, 1865
- As minas de prata – 1º vol., 1865
- As minas de prata – 2.º vol., 1866
- O gaúcho, 1870
- A pata da gazela, 1870
- O tronco do ipê, 1871
- Guerra dos mascates – 1º vol., 1871
- Til, 1871
- Sonhos d'ouro, 1872
- Alfarrábios, 1873
- Guerra dos mascates – 2º vol., 1873
- Ubirajara, 1874
- O sertanejo, 1875
- Senhora, 1875
- Encarnação, 1893

### Драматургия
- Verso e reverso, 1857
- O Crédito, 1857
- O Demônio Familiar, 1857
- As asas de um anjo, 1858
- Mãe, 1860
- A expiação, 1867
- O jesuíta, 1875

### Журналистика
- Ao correr da pena, 1874
- Ao correr da pena (folhetins inéditos), 2017

### Автобиография
- Como e por que sou romancista, 1893

### Публицистика
- Cartas sobre a confederação dos tamoios, 1865
- Ao imperador: cartas políticas de Erasmo e Novas cartas políticas de Erasmo, 1865
- Ao povo: cartas políticas de Erasmo, 1866
- O sistema representativo, 1866